# Los Llanitos, Bella Vista
Los Llanitos är en ort i Mexiko.   Den ligger i kommunen Bella Vista och delstaten Chiapas, i den sydöstra delen av landet, 800 km sydost om huvudstaden Mexico City. Los Llanitos ligger 2 303 meter över havet och antalet invånare är 220.
Terrängen runt Los Llanitos är bergig åt nordväst, men åt sydost är den kuperad. Runt Los Llanitos är det ganska tätbefolkat, med 78 invånare per kvadratkilometer. Närmaste större samhälle är Frontera Comalapa, 17,2 km nordost om Los Llanitos. Omgivningarna runt Los Llanitos är en mosaik av jordbruksmark och naturlig växtlighet.